# Yiu Si-wing
 (juillet 2018).
Yiu Si-Wing (Chinois: 姚思榮), né en 1955, est un directeur de la China Travel Service et membre du Conseil Législatif de Hong Kong,.

## Biographie
Yiu a commencé sa carrière à la China Travel Service en 1973. En 2011, il rejoint le comité électoral (Election Committee) dans lequel il intègre le domaine du tourisme (Tourism constituency). Yiu a été élu comme membre du Conseil Législatif de Hong Kong en 2012.
Il est un sympathisant connu du Chef de l'éxécutif Leung Chun-ying.
Il est médaillé de la Bronze Bauhinia Star.